# أفعى صحراوية
أفعى صحراوية (الاسم العلمي:Daboia deserti) هو نوع من الزواحف يتبع جنس الدبواء من فصيلة الأفعويات.